# Helmut Rizzolli
Helmut Rizzolli (* 1940 in Bozen) ist ein Südtiroler Numismatiker, Trachtenkundler und Heimatforscher.

## Leben
Helmuts Vater Felix Rizzolli (1883–1976) war Sohn eines Hutmachers und stammte aus Montan, ab 1902 war er als Lehrer in Stans, Klausen und Bozen tätig. Im Ersten Weltkrieg kämpfte Felix Rizzolli als Leutnant der Kaiserjäger. Nachdem er in den 1920er Jahren als Lehrer zwangspensioniert wurde, übernahm er in Bozen das Hutgeschäft seines Firmpaten. Helmuts Mutter Alberta Pattis (1900–1990) war Tochter des Bozner Postdirektors Franz Pattis (1855–1928), der auch als Münzsammler tätig war. Helmuts Onkel Erich Pattis (1902–1996) war Architekt und langjähriger Präsident des Südtiroler Künstlerbundes.
Helmut Rizzolli schloss 1963 sein Studium der Wirtschaftswissenschaften in Florenz ab, bevor er mit seiner Frau den väterlichen Betrieb einer Hutmacherei weiterführte und daneben Betriebswirtschaftslehre an der Bozner Handelsoberschule unterrichtete. 1979 begann er ein Doktoratsstudium in Geschichtswissenschaft an der Universität Innsbruck, das er mit einer 1988 eingereichten Dissertation zum Thema Münzgeschichte des alttirolischen Raumes vor 1363 abschloss. Die Dissertation beruht wesentlich auf den unveröffentlichten Vorarbeiten des Innsbrucker Archivars und Numismatikers Karl Moeser (1877–1963) und wurde 1991 veröffentlicht. Im Jahr 2000 folgte seine Habilitation an der Universität Innsbruck, wo er in der Folge als Privatdozent wirkte. Die Habilitationsschrift ist der zweite Band seiner Münzgeschichte, die auf seiner Dissertationsschrift als erstem Band aufbaut.
Rizzolli setzte sich als Obmann des Heimatschutzvereins Bozen/Südtirol und – in den Reihen der Südtiroler Volkspartei (SVP) – als Bozner Gemeinderat (1995–2000, 2005–2010) und Stadtrat (2000–2005) für die Restaurierungen von Schloss Runkelstein und Rafenstein ein, die 2012 abgeschlossen wurden. Daneben war er Präsident der Stiftung Bozner Schlösser. In dieser Funktion kuratierte er zahlreiche Ausstellungen. Mit einer eigenen wissenschaftlichen Publikationsreihe widmete er sich der Tiroler Landeskunde, vor allem zur Wirtschaftsgeschichte bis hin zu den Trachten Tirols, deren Geschichte und Herstellung sein besonderes Augenmerk gilt. 1985 wurde er innerhalb der Heimatpflegeverbandes Südtirol zum Vorsitzenden des Arbeitskreises Lebendige Tracht gewählt, welcher sich programmatisch nach einer gleichnamigen Publikation von Gertrud Pesendorfer benennt. Rizzolli publizierte mehrmals selbst originale Pesendorfer-Entwürfe aus seinem eigenen Trachtenarchiv, wobei es sich hier um Zeichnungen handelt, die 1939 von Gesinnungsfreunden dem Leiter des Völkischen Kampfrings Südtirols, Peter Hofer, überreicht worden waren. Ebenso ist Rizzolli Vorsitzender der Arbeitsgruppe Unsere Tracht, die sich mit der Wiederbelebung und Pflege historischer Volkstrachten im Alttiroler Raum befasst.
Für die regionale Bezirkszeitung Plus. Bozen Stadt und Land verfasst Rizzolli regelmäßig heimatkundliche Beiträge. Auch ist Rizzolli, nach Beendigung der aktiven politischen Tätigkeit, weiterhin im Koordinierungsausschuss der Bozner SVP tätig.
Rizzolli ist Ehrenmitglied der Bozner Schützenkompagnie.

## Schriften (Auswahl)
- Das mittelalterliche Münzwesen im alttirolischen Raum, in: Heinz Moser, Helmut Rizzolli, Heinz Tursky: Tiroler Münzbuch. Die Geschichte des Geldes aus den Prägestätten des alttirolischen Raumes. Haymon, Innsbruck 1984, S. 11–60.
- Münzgeschichte des alttirolischen Raumes im Mittelalter und Corpus Nummorum Tirolensium. Band 1: Die Münzstätten Brixen/Innsbruck, Trient, Lienz und Meran vor 1363. Athesia, Bozen 1991.[15]
- Münzgeschichte des alttirolischen Raumes im Mittelalter und Corpus Nummorum Tirolensium. Band 2: Die Meraner Münzstätte unter den Habsburgern bis 1477 und die Görzische Prägestätte Lienz/Toblach. Athesia, Bozen 2006.[16]
- Unsere Trachtenfibel. Leitfaden zum Tragen und Anfertigen unserer Tiroler Volkstrachten. Athesia, Bozen 2007, ISBN 978-88-601-1113-5.
- Mittelalterliches Geld- und Bankwesen zwischen Alpen und Adria. Athesia, Bozen 2021, ISBN 978-88-6839-547-6.